# Abtei Saint-Maurice
Die Abtei Saint-Maurice (französisch Abbaye territoriale de Saint-Maurice d’Agaune, lateinisch Territorialis Abbatia Sancti Mauritii Agaunensis) ist ein Kloster der Augustiner-Chorherren in Saint-Maurice, Kanton Wallis, Schweiz. Es gilt als ältestes Kloster des Abendlandes, das ohne Unterbrechung besteht. 2014/2015 feierte die Abtei ihr 1500-jähriges Bestehen.
Die Abtei ist über das Kloster hinaus auch eine Territorialabtei mit einem Gebiet von fast 100 Quadratkilometern. Sie umfasst seit 1993 die Pfarreien Finhaut, Vernayaz, Salvan und Saint-Maurice/Mex, von 1933 an waren ihr auch die Pfarreien Choëx und Lavey-Morcles zugehörig, die 1993 dem Bistum Sitten zugeschlagen wurden.
Die Abtei ist ein Schweizer Kulturgut von nationaler Bedeutung.

## Geschichte

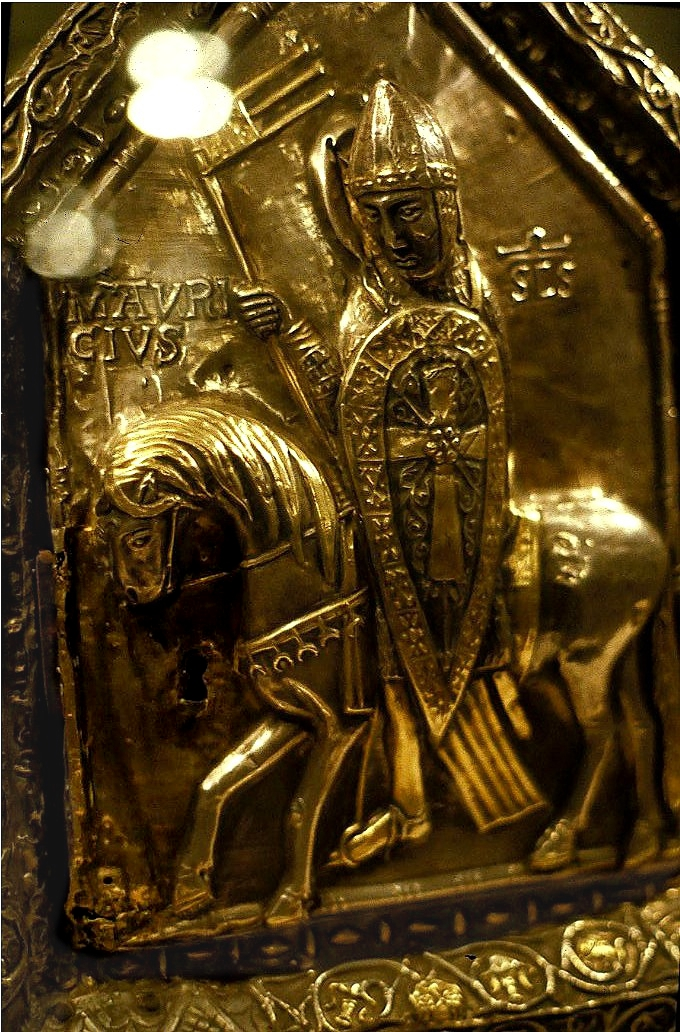
Darstellung des heiligen Mauritius auf dem Sigismund-Schrein im Klosterschatz der Abtei Saint-Maurice

### Ortsgeschichte
Die Ursprünge der Abtei gehen auf ein Heiligtum zurück, das über dem Grab des Heiligen Mauritius (deutsch Hl. Moritz) und seiner Gefährten von der Thebäischen Legion, die angeblich zusammen mit ihm gegen Ende des 3. Jahrhunderts nach Christus das Martyrium erlitten hatten, errichtet wurde. Das Heiligtum lag bei dem alten römischen Militärstützpunkt Agaunum.

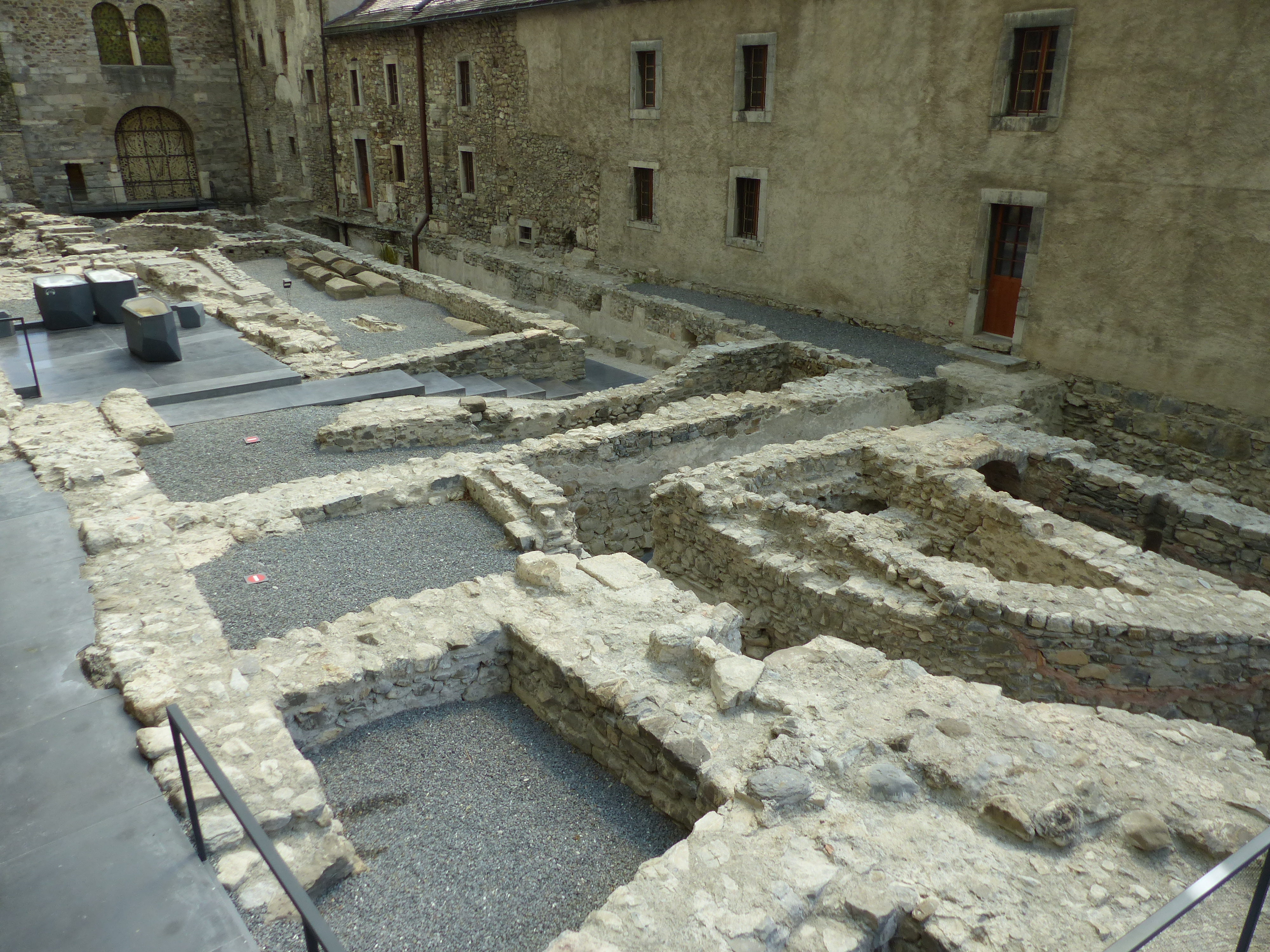
Grundmauern der Vorgängerkirchen

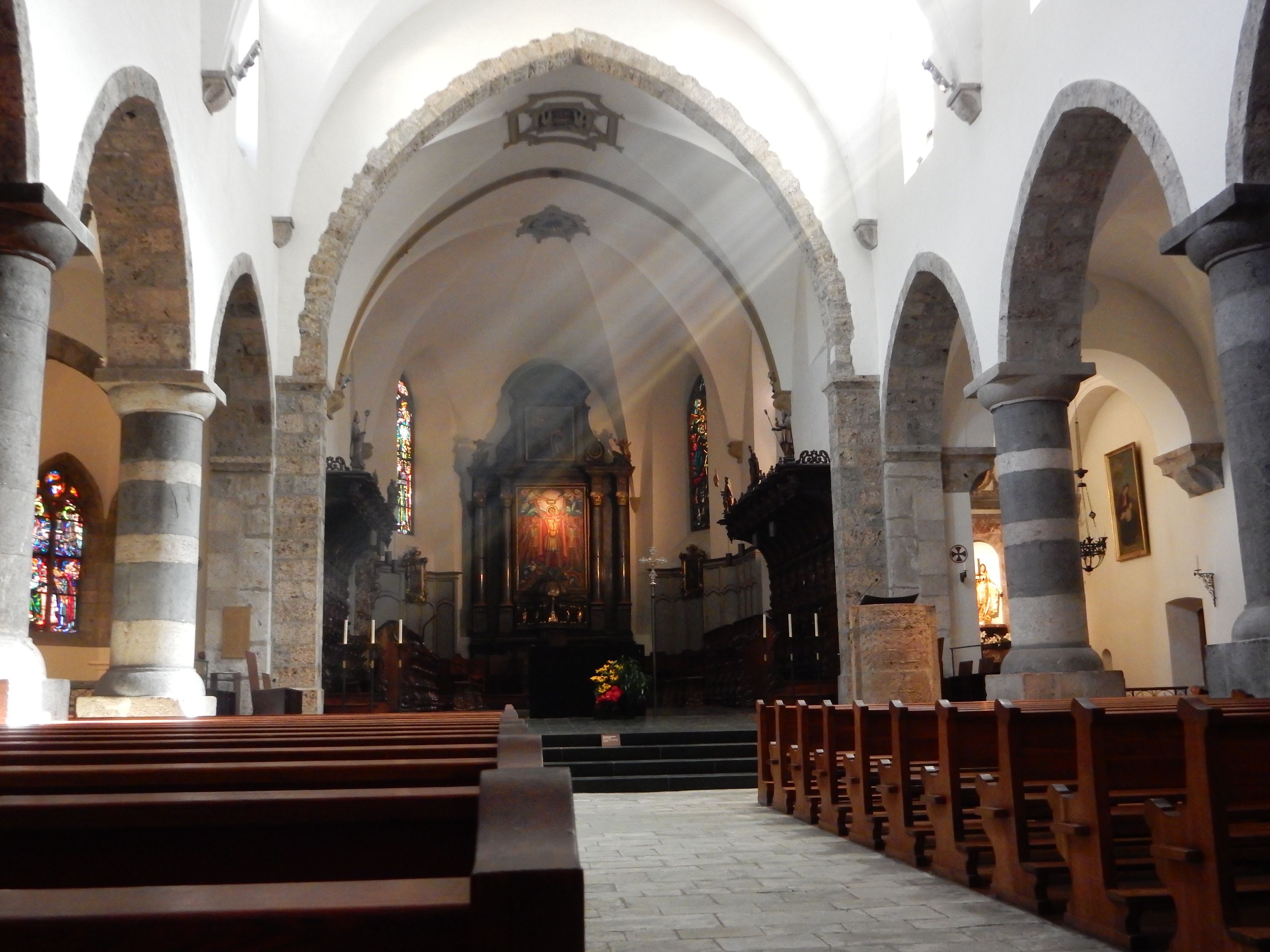
Innenraum der Abteikirche

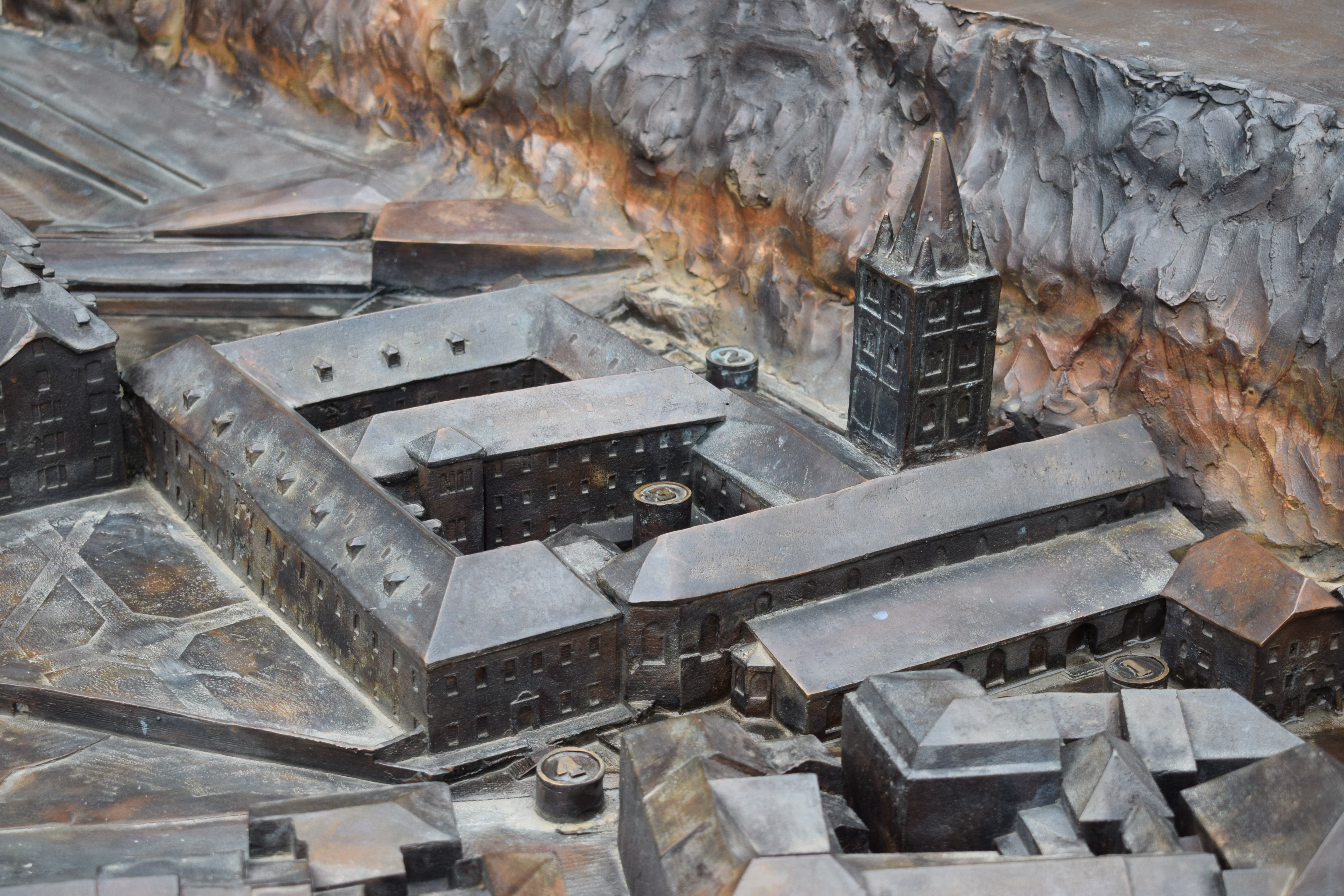
Die Abtei in einem Modell des Ortes Saint-Maurice

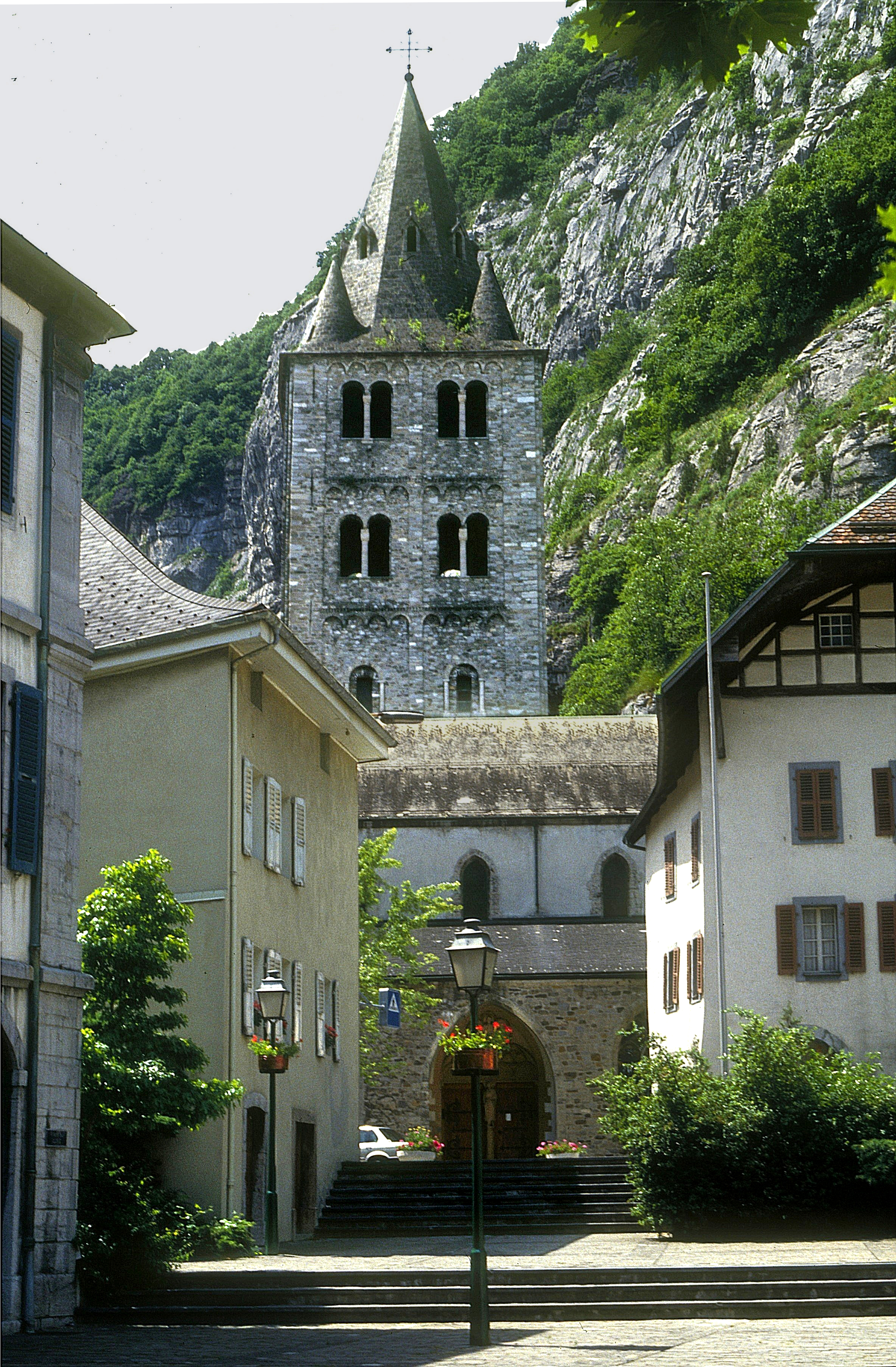
Blick auf die Abteikirche

Der Heilige Theodor, Bischof von Octodurus (Martigny), überführte die Reliquien der Märtyrer um 380 in die grossen Höhlen am Fuss des Felsentors, durch welches die Rhone das Wallis verlässt. Dadurch entwickelte sich Agaunum zum christlichen Wallfahrtsort. Der Heilige Sigismund, Sohn des Burgundenkönigs Gundobad, gründete am 22. September 515 das noch heute bestehende Kloster und der heilige Abt Ambrosius (516–520) errichtete über dem ursprünglichen Heiligtum eine neue Basilika. Im 8. Jahrhundert soll die Abtei bereits ein Fremdenspital besessen haben. Im 9. Jahrhundert wurden die Mönche durch (regulierte) Chorherren ersetzt und 1128 übernahmen sie die Augustinusregel.
In den Jahrzehnten nach ihrer Gründung wurde die Abtei Saint-Maurice unter Sigismund zur bedeutendsten Abtei im Königreich Burgund. Die dort praktizierte charakteristische Liturgie des laus perennis, des ewigdauernden Lobgesangs, war für die damalige Zeit für Westeuropa eine Innovation, da sie aus dem Byzantinischen Reich übernommen wurde. Von Saint-Maurice aus verbreitete sich diese Praxis in ganz Westeuropa. Um den ewigdauernden Lobgesang in Gang zu halten, war eine grosse Zahl von Mönchen nötig, weshalb Sigismund das Kloster reich ausstattete und zahlreiche Mönche aus dem übrigen Königreich dorthin abordnete. 961 verlegte der spätere Kaiser Otto I. die Reliquien des heiligen Mauritius, darunter die bedeutende Heilige Lanze, das älteste Stück der Reichskleinodien der Könige und Kaiser des Heiligen Römischen Reiches, in den Magdeburger Dom. Dies versetzte der Attraktivität der Abtei für Pilger einen schweren Schlag.

### Baugeschichte
Die ältesten Fundamente im Cour du Martolet datieren aus römischer Zeit. Nicht geklärt ist die Funktion der, im Vergleich zu den jüngeren Bauten, mit einer auffallend schrägen Ausrichtung errichteten Bauten, ebenso der Bezug zu der weiter im Westen liegenden antiken Quellfassung. Am Felsfuss wurde ein kleiner, nach Süden orientierter Bau errichtet, in dem Bestattungen erfolgten. Denkbar wäre ein durch Bischof Theodor gegen Ende des 4. Jahrhunderts veranlasster Bau, um die Gebeine der Märtyrer zu bestatten. Daneben lag ein rechteckiger Bau mit einem Annex auf der einen Kurzseite. Dieses Gebäude wurde zuerst als Behausung einer religiösen Gemeinschaft interpretiert, Untersuchungen von 2001 deuten aber auf einen ersten sakralen Bau. Diesen zwei ersten Bauten folgte eine Reihe von neu erstellten Kirchen und Kapellen, die zunächst parallel zur Felswand errichtet wurden.
Archäologisch erfasst sind die Fundamente der sogenannten Sigismund-Kirche, die vermutlich aus dem frühen 6. Jahrhundert stammt. 575 wurde sie durch einfallende Langobarden zerstört und im Anschluss daran wieder aufgebaut. Die als Gontran-Kirche bezeichnete Bauphase aus dem 7. Jahrhundert lässt eine deutliche Vergrösserung des Gebäudes erkennen; erhalten haben sich die polygonale Apsis und der Zugang, der mit einer monumentalen Treppe zum Westeingang führte. Im 8. Jahrhundert entstand wiederum eine neue Anlage, eine Basilika, die mit den Äbten Willicarius und Altheus in Verbindung gebracht wird. Sie wies an den beiden Schmalseiten je einen Chor auf. Im Gegensatz zu den bisherigen Bauten, die geostet waren, befand sich ihre Krypta unter dem Westchor. In dieser wurden auch die Reliquien des heiligen Mauritius aufbewahrt.
Kaiserin Adelheid, die der Abtei auch einen Besuch abstattete, stiftete Ende des 10. Jahrhunderts den Glockenturm, der an der Stelle des Ostchors errichtet wurde und noch heute das Kloster überragt. Ab dem 11. Jahrhundert fungierte er als Eingang in den neu errichteten romanischen Kirchenbau. Zwischen diesem Eingangsturm und dem Felsen entstanden in gotischer Zeit zwei Kapellen.
1148 weihte Papst Eugen III. die neue Kirche. Der Bau war in den folgenden Jahrhunderten jedoch immer wieder durch Felsstürze gefährdet, so auch im Jahr 1611. Daraufhin wurde von 1614 bis 1624 ein Neubau der Kirche errichtet, der im Vergleich zu der alten Anlage um 90 ° gedreht war, sodass das neu erstellte Schiff von Norden nach Süden, rechtwinklig zur Klosteranlage verläuft. 1693 verwüstete ein Brand zahlreiche Gebäude der Abtei, die Anfang des 18. Jahrhunderts wieder aufgebaut wurden. Am 3. März 1942 zerstörte ein Felssturz den Kirchturm und die Vorhalle sowie die Orgel. Der Neuaufbau erfolgte von 1946 bis 1950 unter Leitung des Architekten Claude Jacottet, die bunten Glasfenster fertigte Edmond Bille an. In diesem Rahmen wurde auch der aus romanischer Zeit stammende Kreuzgang wiederhergestellt. Am 30. November 1948 wurde die Kirche durch Papst Pius XII. zur Basilica minor erhoben, die Weihe erfolgte 1949.

### Archäologische Erforschung und touristische Präsentation
Ausgrabungen an der Stelle der alten Kirche wurden durch den Prior Pierre Bourban (1896–1920) und den Genfer Professor Louis Blondel (1944–1945) geleitet. Weitere Arbeiten fanden zwischen 1994 und 1996 statt. Sie brachten mehrere Böden, bemalte Gräber und Mauern zum Vorschein, die in der überlieferten Dokumentation nicht verzeichnet waren. Ab 2001 wurden deshalb die bisherigen Erkenntnisse überprüft.
Das Jubiläumsjahr der Abtei wurde am 21. September 2014 mit der Eröffnung eines Rundgangs für die Besichtigung der Kulturerbestätte eingeläutet. Er führt von der Basilika über die archäologische Stätte, die Katakomben und den neuen Saal des Stiftschatzes ins Kloster. «Mithilfe von Leuchttafeln, interaktiven Bildschirmen, Modellen und 3D-Filmen wird die Geschichte einer [....] religiösen Gemeinschaft erzählt, die von einer im christlichen Abendland beispiellosen spirituellen und kulturellen Aktivität zeugt». Den Besuchern wird unter einer 1200 m² grossen, lichtdurchlässigen Überdachung zum Schutz der Ruinen die Geschichte und die Entwicklung der Abtei veranschaulicht.

### Fälle von sexuellem Missbrauch
Laut Recherchen des Westschweizer Fernsehens RTS gab es bis 2023 Vorwürfe des sexuellen Missbrauchs gegen insgesamt neun Augustiner-Chorherren der Abtei Saint-Maurice; fünf von ihnen lebten noch. Erste Vorwürfe kamen im September 2023 ans Licht, im Rahmen einer Studie der Universität Zürich zum Thema. Im gleichen Monat liess Abt Jean Scarcella sein Amt ruhen, da ihm vorgeworfen wurde, er habe einen Jugendlichen sexuell belästigt; das mutmassliche Opfer soll sich mit einem Brief an Papst Franziskus gewandt haben, und bei der Schweizer Polizei wurde Anzeige gegen Scarcella erstattet. Sein Vertreter, der Interims-Abt Roland Jaquenoud, trat bereits im November 2023 von diesem Amt zurück, nachdem bekannt geworden war, dass er 2003 einen ihm untergebenen Novizen zum Geschlechtsverkehr gezwungen haben soll. Die Abtei hatte ihn daraufhin 2004 in die Mission nach Kasachstan entsandt; 2015 sei er nach Saint-Maurice zurückgekehrt und Prior geworden. Am 28. November 2023 wurde Scarcellas Vorgänger als Abtprimas, Jean-Michel Girard, zum Apostolischen Administrator sede plena et ad nutum Sanctae Sedis ernannt, womit die Amtsausübung Scarcellas nicht mehr nur durch eigene Entscheidung ausgesetzt ist. Die 2019 gegründete Brauerei St-Maurice Abbaye verkaufte 2023 nur noch die Hälfte. Coop nahm die Biere im November 2023 aus dem Sortiment. Nach den Missbrauchsvorwürfen trat 2024 auch der Priester und Pfarrer Gilles Roduit zurück. Am ersten Fastensonntag 2025 nahm Scarcella sein Amt wieder auf, nachdem das Dikasterium für die Bischöfe der Entscheidung der Schweizer Staatsanwaltschaft gefolgt ist, das kirchenrechtliche Verfahren einzustellen. Zugleich endete damit das Mandat des Apostolischen Administrators.
Der Orden beauftragte eine unabhängige Kommission mit einer Untersuchung. Nach deren im Juni 2025 veröffentlichtem Bericht
gab es in der Abtei im Untersuchungszeitraum von 1960 bis 2024 mindestens 67 Fälle sexualisierter Gewalt, die von mindestens 30 Chorherren verübt wurden, das Kloster hätte jedoch erst auf Druck der Öffentlichkeit reagiert. Insgesamt wurden 50 Zeugen und 24 Geistliche befragt. Es handelte sich dem Bericht zufolge bei den Vorfällen um „Gesten oder Äusserungen mit sexuellen Anspielungen in einem Machtverhältnis, wiederholte sexuelle Berührungen, zweideutige Fotosessions, Verführungsversuche in einem Machtverhältnis, Exhibitionismus oder Konsum von Kinderpornografie“, außerdem Fälle von sexuellen Übergriffen, Vergewaltigungen und Zwangsabtreibungen. Seit 1970 seien fünf Strafverfügungen gegen drei Chorherren und einen Novizen erlassen worden, mehrere Prozesse seien wegen Verjährung eingestellt worden. Die Studie wirft den verantwortlichen Äbten und den Behörden im Wallis Versagen vor. Die Abtei zeigte sich betroffen und nahm die Ergebnisse „mit Ernst und Reue zur Kenntnis“ und erkannte an, dass es „eine Kultur des Schweigens und der Verharmlosung gab, die die Fähigkeit zum Zuhören, das Verantwortungsbewusstsein und die Wachsamkeit der Gemeinschaft geschwächt“ habe.
Abt Jean César Scarcella erklärte daraufhin seinen Rücktritt, den Papst Leo XIV. am 28. Juni 2025 annahm.

### Schule
Der Abtei war eine Schule angegliedert. Diese wird nach Bekanntwerden des sexuellen Missbrauchs in staatliche Trägerschaft überführt,  die Schulleitung wird künftig nicht mehr von der Abtei gestellt, wie der Walliser Staatsrat im März 2024 beschloss. Augustiner-Chorherren können auch weiterhin unterrichten, wenn sie entsprechend qualifiziert sind, doch müssen sie künftig weltliche Kleidung tragen. Religiöse Elemente des Schullebens sollen freiwillig werden.

## Klosterkirche
Die heutige Klosterkirche, eine dreischiffige Basilika, wurde im 17. Jahrhundert in gotischen Formen erbaut. Das neunte Kirchengebäude auf dem Klostergelände ist nicht geostet. Im Süden schliesst an das Mittelschiff der Chor mit Fünfachtelschluss an. Der romanische Turm aus dem 11. Jahrhundert, älter als das Kirchengebäude, steht heute an der Westseite des Langhauses. Seine oberen Geschosse mussten nach dem Felssturz von 1942 rekonstruiert werden.

### Ausstattung
Im unteren Geschoss des Turms ist heute ein Baptisterium (Taufkapelle) eingerichtet, das von Madeline Diener ausgestaltet wurde. An der Ostseite reiht sich eine Folge von Seitenkapellen an das Seitenschiff, unter anderem eine Märtyrerkapelle und eine Kapelle für die Ewige Anbetung, die hier praktiziert wird. Auf dieser Seite befindet sich auch der Haupteingang zur Kirche und eine Pforte, die zum 1500-jährigen Klosterjubiläum geschaffen wurde. Gestaltet wurden die Türen von den Künstlern Philippe Kaeppelin (Haupteingang aussen) und Madeline Diener (innen) sowie von Jean-Pierre Coutaz (Jubiläumspforte). Im hinteren Teil der Kirche, der beim Neuaufbau in den Jahren 1946 bis 1950 erweitert wurde, befindet sich die Empore für die grosse Orgel. Im Chor wurde 2005 ein neuer, von Architekt Jean-Marie Duthilleul gestalteter Altar aufgestellt, um den herum die Mönche ihren Platz im barocken Chorgestühl von Alexandre Mayer aus dem Jahr 1706 einnehmen.

### Orgeln
Beim Felssturz von 1942 wurde auch die Orgel von Carlen und Abbey aus Brig zerstört. Eine neue Orgel aus der Manufaktur Orgelbau Kuhn aus Männedorf mit 63 Registern auf drei Manualen und Pedal wurde 1950 aufgestellt. Im Jahr 2023 wurde die Orgel von Kuhn umgebaut und erweitert auf 73 Register auf nunmehr fünf Manualen und Pedal. Nach Abschluss der Arbeiten eröffnet die Abtei eine Orgelschule unter der Leitung des Organisten der Abtei.
1985 fertigte Orgelbau Kuhn auch eine Chororgel für die Basilika, die 14 Register auf zwei Manualen und Pedal aufweist und 2020 durch die Erbauerfirma leicht verändert wurde.

### Glocken
Im Kirchturm hängt ein Glockengeläut von acht Glocken. Sechs dieser Glocken wurden 1818 von den Giessern Pierre Dreffet und Marc Treboux in Vevey gegossen. Die grösste Glocke wurde 2010 in der Glockengiesserei Paccard nahe Annecy gegossen, die zweitgrösste bei H. Rüetschi aus Aarau. Folgende Tabelle zeigt die Daten der einzelnen Glocken:
| Glocke | Name            | Schlagton | Durchmesser | Gewicht | Giesser                                | Gussjahr |
| ------ | --------------- | --------- | ----------- | ------- | -------------------------------------- | -------- |
| 1      | Trinitas        | Gis°      |             | 4100 kg | Glockengiesserei Paccard, Sevrier      | 2010     |
| 2      | Thébaine        | cis′      | 1450 mm     | 920 kg  | H. Rüetschi, Aarau                     | 1947     |
| 3      | Saint Maurice   | e′        | 1150 mm     | 920 kg  | Pierre Dreffet und Marc Treboux, Vevey | 1818     |
| 4      | Saint Sigismond | f′        | 1030 mm     | 620 kg  | Pierre Dreffet und Marc Treboux, Vevey | 1818     |
| 5      | Saint Augustin  | gis′      | 920 mm      | 450 kg  | Pierre Dreffet und Marc Treboux, Vevey | 1818     |
| 6      | Saint Théodule  | a′        | 860 mm      | 350 kg  | Pierre Dreffet und Marc Treboux, Vevey | 1818     |
| 7      | Marie-Madeleine | h′        | 770 mm      | 260 kg  | Pierre Dreffet und Marc Treboux, Vevey | 1818     |
| 8      | Candide         | cis″      | 690 mm      | 180 kg  | Pierre Dreffet und Marc Treboux, Vevey | 1818     |

Seit 2004 befindet sich im Glockenturm zusätzlich das grösste Glockenspiel der Schweiz mit 49 Glocken und einem Tonumfang von vier Oktaven.

## Klosterschatz
Saint-Maurice beherbergt einen der reichsten Kirchenschätze Europas, der vor allem durch die Stiftungen von Gläubigen erworben wurde. Zu ihm gehören unter anderem kostbare Gefässe wie etwa ein Stück aus Sardonyx, das auf das 1. Jahrhundert v. Chr. datiert wird, und eine goldene Wasserkanne, die der Abtei durch Karl den Grossen geschenkt wurde. Hinzu kommen eine goldene Monstranz und verschiedene weitere Objekte für den kultischen Gebrauch.
Einen grossen Teil des Klosterschatzes bilden die Reliquiare und Schreine zur Aufbewahrung der Reliquien wie etwa das Kopfreliquiar des Heiligen Candidus, das etwa um 1165 angefertigt wurde. An Schreinen sind zu nennen:
- Sogenannter Theuderich-Schrein aus der ersten Hälfte des 7. Jahrhunderts
- Schrein des Heiligen Mauritius aus dem 12. Jahrhundert
- Schrein der Söhne des Heiligen Sigismund, ebenfalls aus dem 12. Jahrhundert
- Schrein des Abtes Nantelmus, der durch eine darauf angebrachte Inschrift in das Jahr 1225 datiert werden kann.

Fast alle Stücke sind trotz der wiederholten Zerstörungen der Kirchenbauten unversehrt geblieben und teilweise immer noch im liturgischen Gebrauch. Im Rahmen der Jubiläumsfeierlichkeiten wurde der Klosterschatz im Februar 2014 im Louvre ausgestellt.

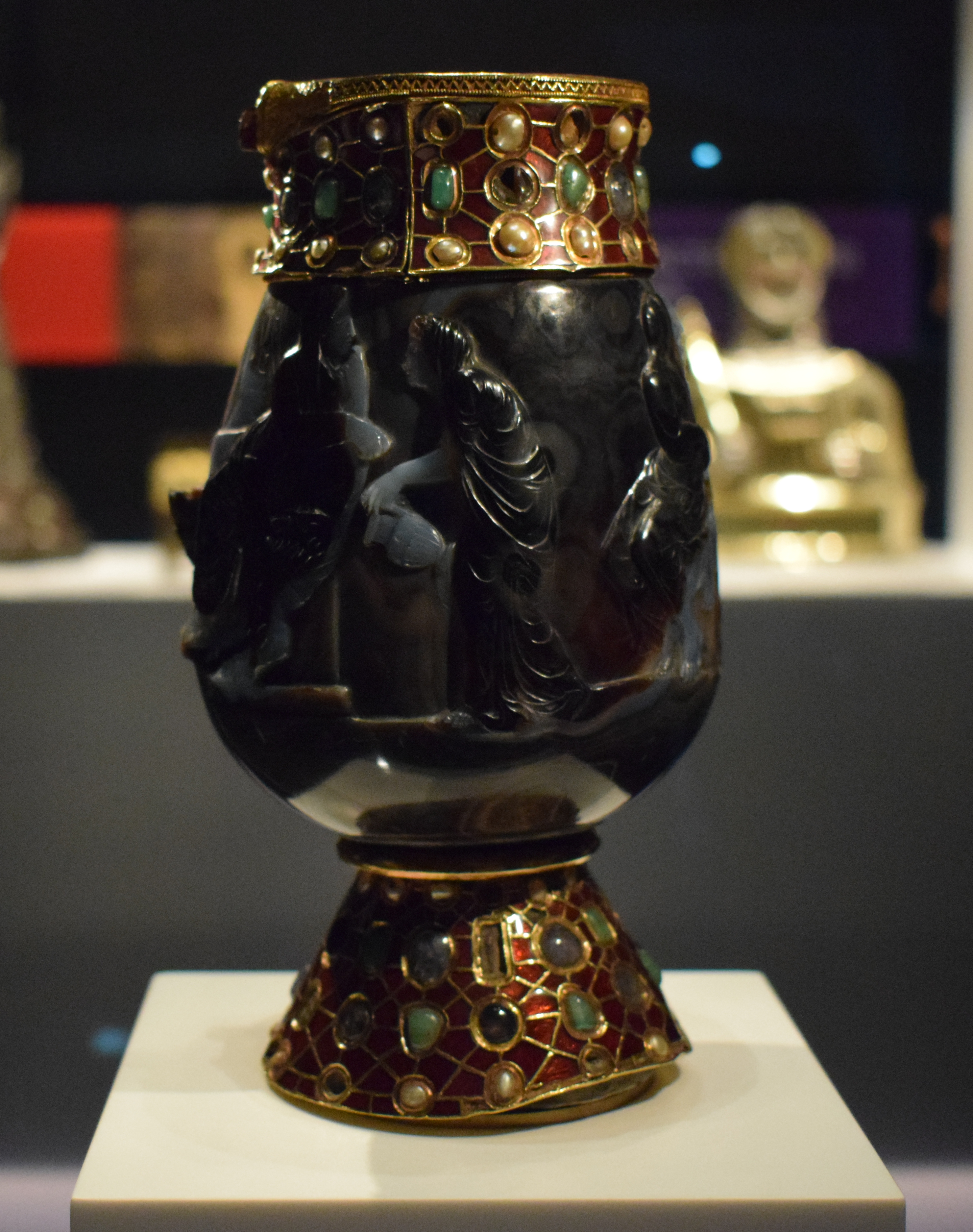
Antiker Sardonyxbecher
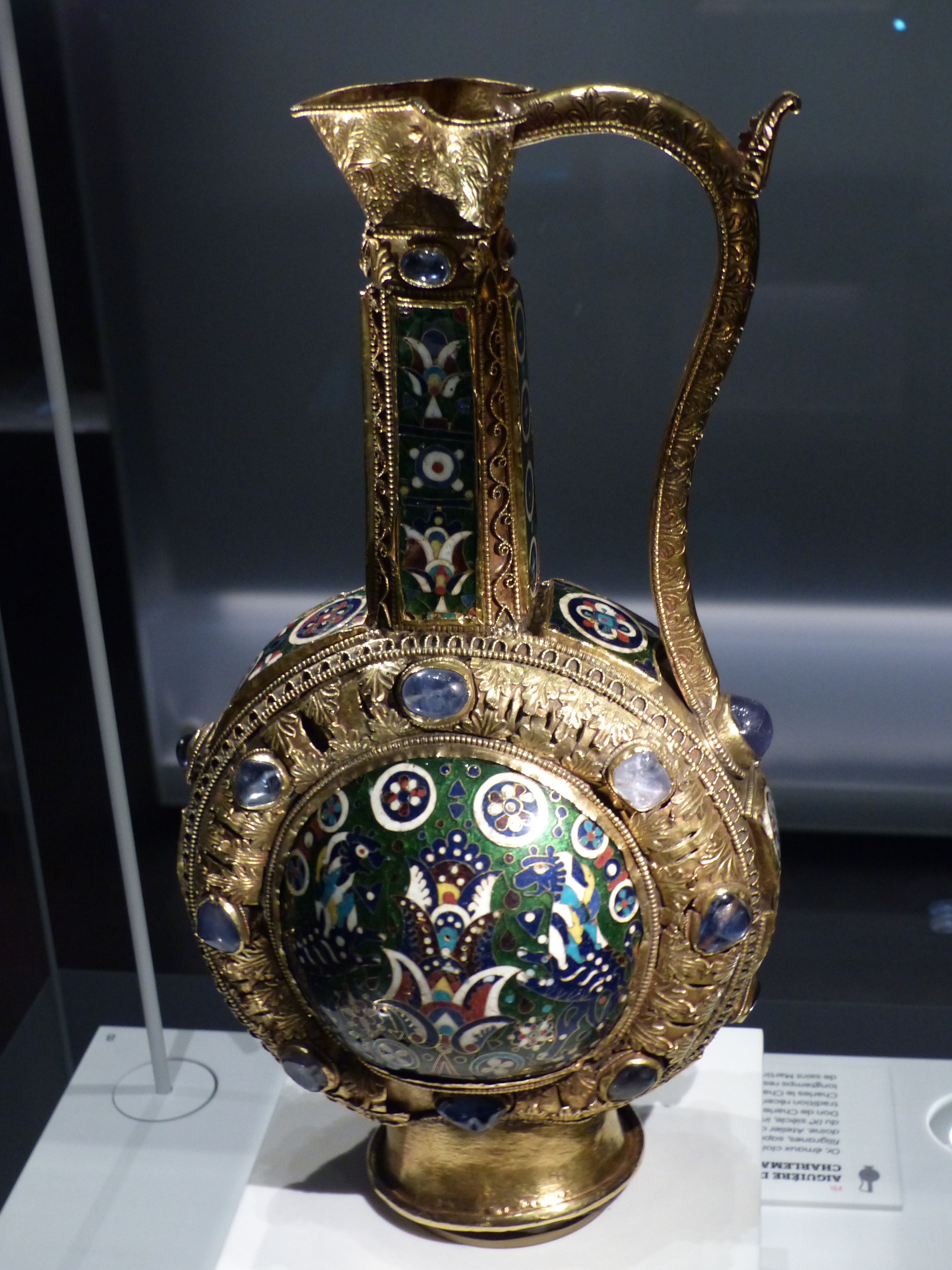
Kanne Karls des Grossen
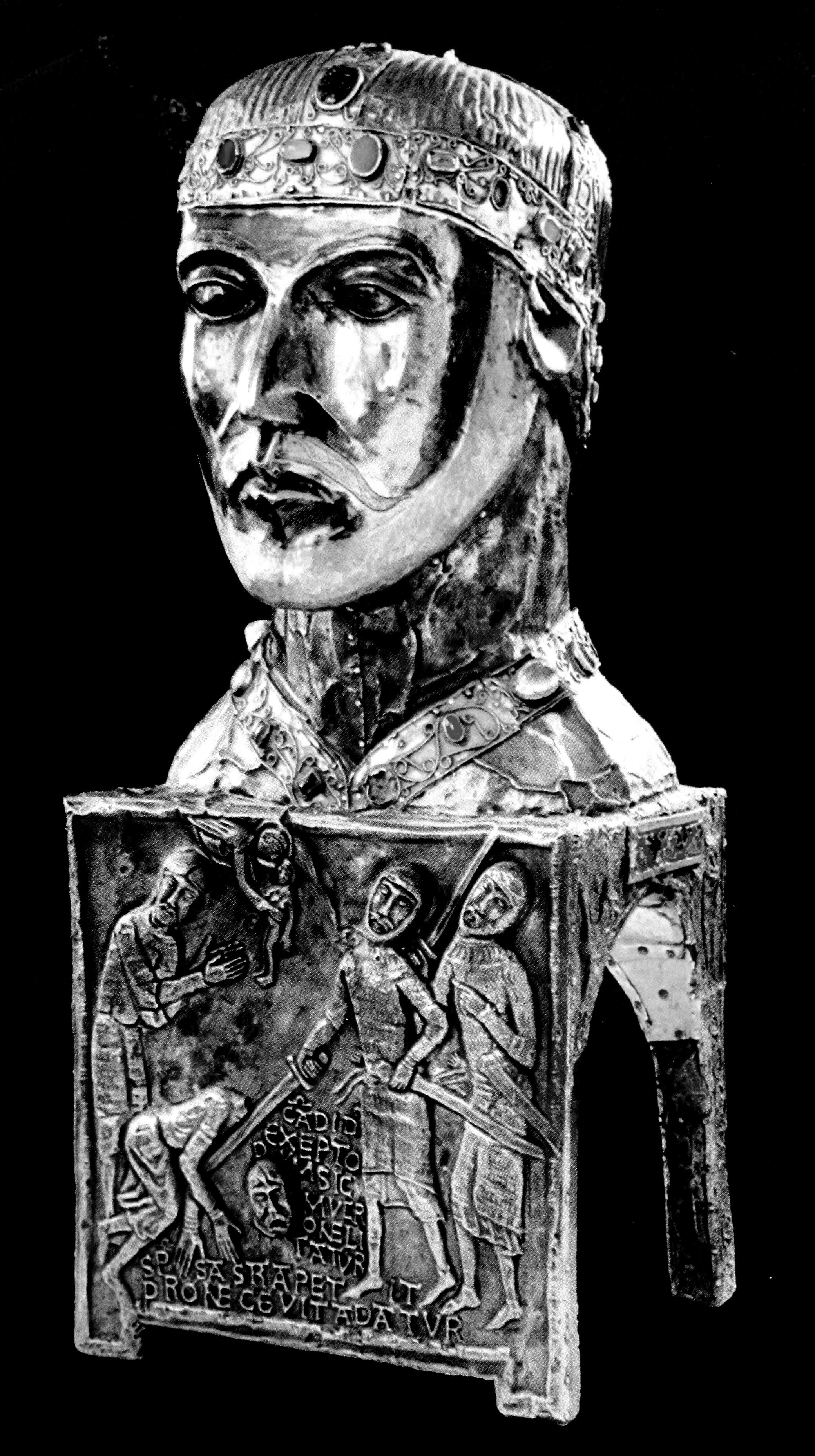
Kopfreliquiar des Candidus
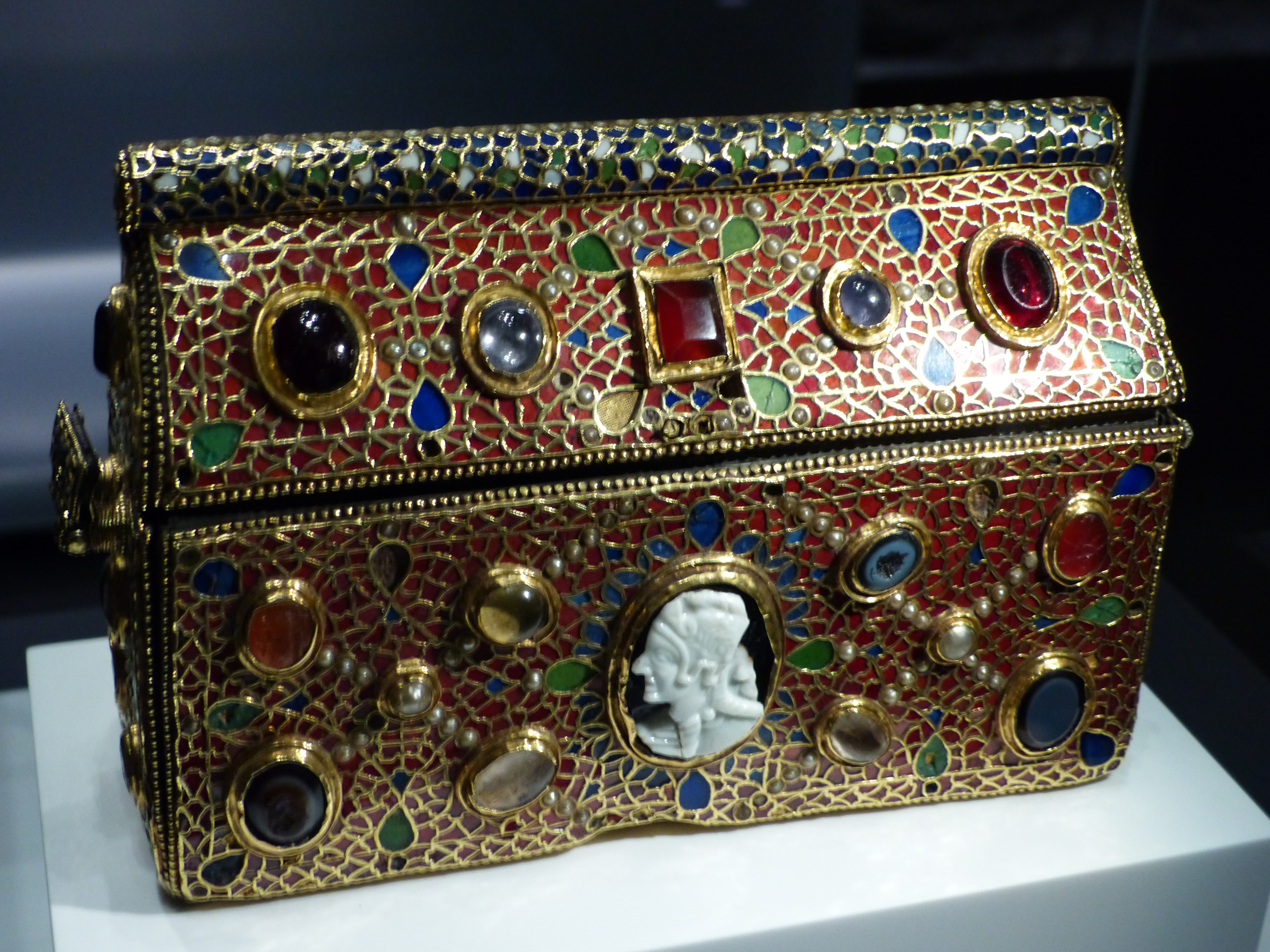
Theuderich-Schrein
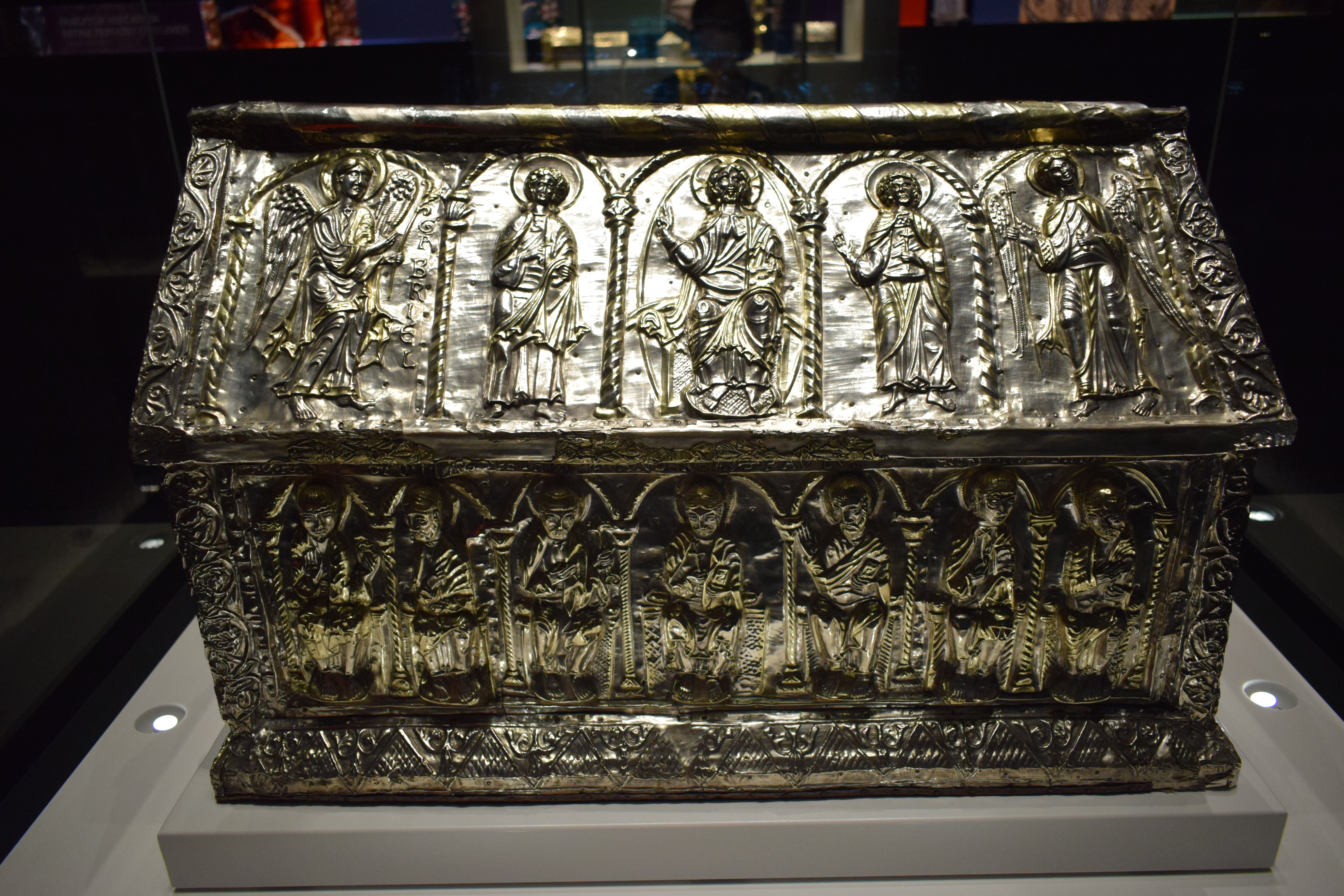
Sigismundschrein
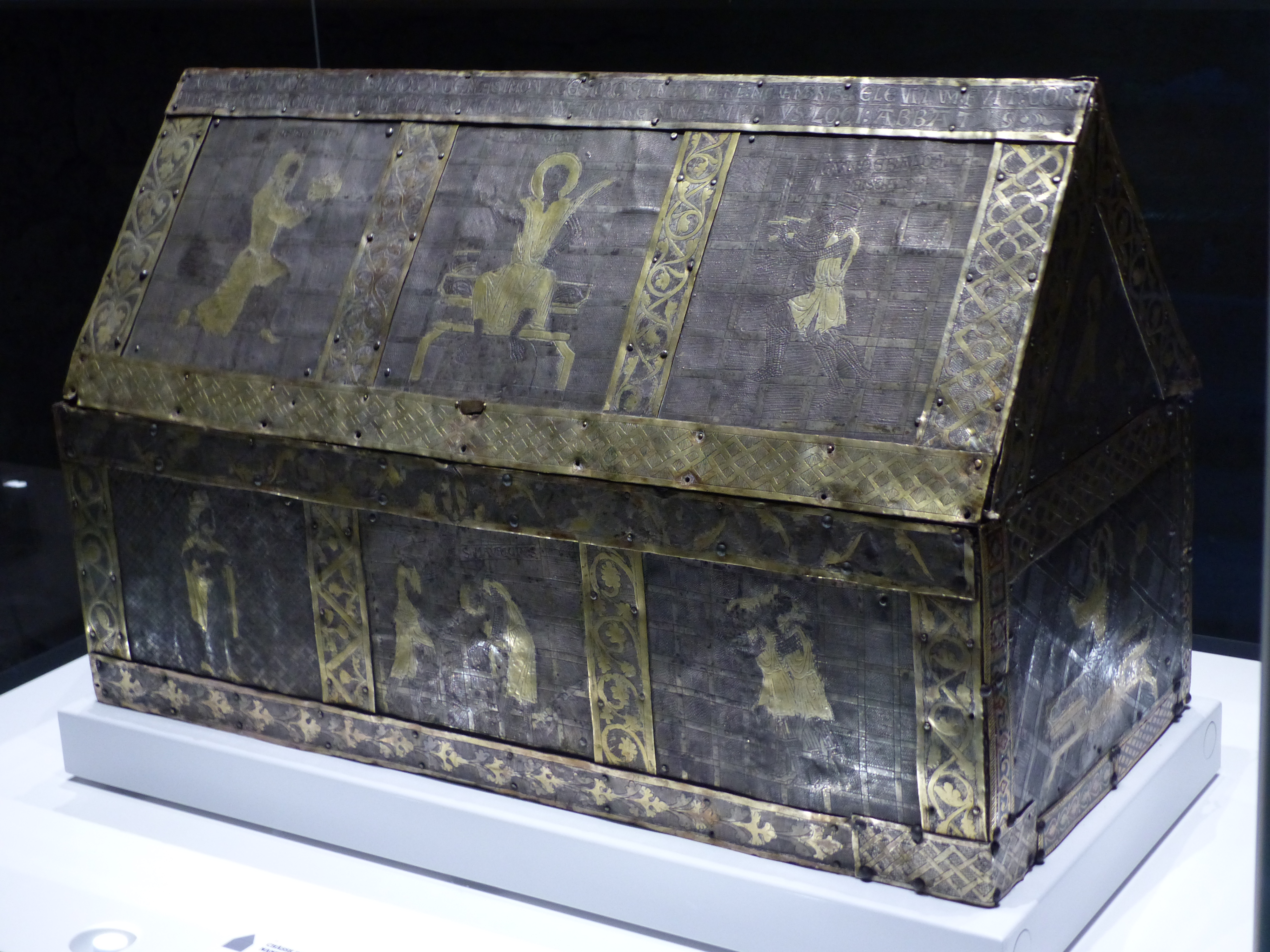
Nantelmusschrein

## Status

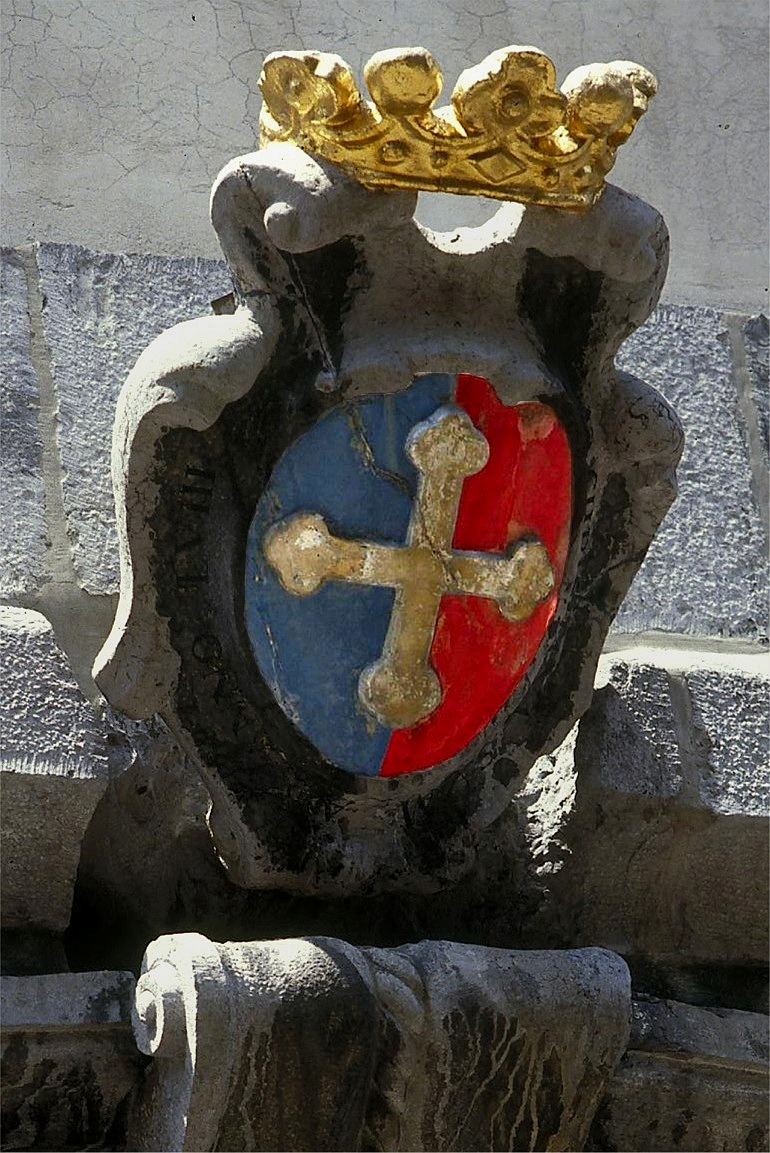
Wappen am Rathaus von Saint-Maurice

Die Abtei gehört keiner Diözese an und geniesst den Status einer Territorialabtei: Der Abt übt eine eigene Jurisdiktion über die 68 mit dem Kloster verbundenen Kleriker und die ungefähr 6574 Gläubigen auf einem Territorium von 96,85 km² aus. Der Abt von Saint-Maurice ist zugleich das Haupt der gleichnamigen Augustiner-Chorherren-Kongregation und Mitglied der Schweizer Bischofskonferenz.

## Persönlichkeiten
- Maurice Eugène Gard (1824–1890), Chorherr, Philosophielehrer, Philanthrop
- Otto Bayard, 1898–1899 Student in Saint-Maurice,[24] Begründer der Jodprophylaxe
- Maurice Tornay, 1925 bis 1931 Student am Kollegium der Abtei Saint-Maurice, Augustiner-Chorherr, Missionar in Tibet, gestorben 1949 als Märtyrer, am 16. Mai 1993 von Papst Johannes Paul II. seliggesprochen

## Fussnoten
1. ↑  Christophe Büchi: 1500 Jahre Gotteslob nonstop. In: Neue Zürcher Zeitung. 23. Mai 2015, abgerufen am 14. September 2016.
2. ↑  Germain Hausmann: Saint-Maurice (Kloster). In: Historisches Lexikon der Schweiz.  30. Juli 2015, abgerufen am 13. Oktober 2020.
3. ↑  Olivier Roduit: Chronique. In: Les Echos de Saint-Maurice. 89 (1994), S. 4.
4. ↑  Conrad Brunner: Über Medizin und Krankenpflege im Mittelalter in Schweizerischen Landen (= Veröffentlichungen der Schweizerischen Gesellschaft für Geschichte der Medizin und der Naturwissenschaften. Band 1). Orell Füssli, Zürich 1922, S. 10.
5. 1 2 3  Medienorientierung «Vorstellung der archäologischen Stätte “Cour du Martolet” in der Abtei St-Maurice». Kanton Wallis, 23. Mai 2002, archiviert vom Original am 9. November 2014; abgerufen am 22. September 2014.
6. ↑  Ernst Tremp: Adelheid. In: Historisches Lexikon der Schweiz.  15. Mai 2001, abgerufen am 16. Februar 2018.
7. ↑  Medienorientierung «Basilika – Archäologische Stätte – Stiftschatz: Neuer Besucherrundgang in der Abtei von Saint-Maurice». Abbaye de Saint-Maurice, 18. September 2014, archiviert vom Original am 9. November 2014; abgerufen am 22. September 2014.
8. 1 2  Nach Vorwürfen gegen Abt: Auch Interims-Klostervorsteher tritt zurück. In: katholisch.de. 23. November 2023, abgerufen am 23. November 2023.
9. ↑  Kloster Saint-Maurice - Nach Missbrauchsskandal: Wallis trennt Schule weiter von Kirche. In: srf.ch. 13. März 2024, abgerufen am 13. März 2024.
10. ↑  Grosses Spektrum von Fällen sexuellen Missbrauchs im Umfeld der katholischen Kirche. In: news.uzh.ch. Universität Zürich, 12. September 2023, abgerufen am 13. März 2024.
11. ↑  Schweizer Abt lässt nach Belästigungsvorwürfen Amt ruhen. In: katholisch.de. 13. September 2023, abgerufen am 23. November 2023.
12. ↑  Nomina dell’Amministratore Apostolico sede plena et ad nutum Sanctae Sedis dell’Abbazia territoriale di Saint Maurice (Svizzera). In: Tägliches Bulletin. Presseamt des Heiligen Stuhls, 28. November 2023, abgerufen am 28. November 2023 (italienisch).
13. ↑  Coop verbannt Klosterbräu von Walliser Abtei Saint-Maurice. In: blick.ch. 10. Januar 2024, abgerufen am 12. Januar 2024.
14. ↑  Kloster Saint-Maurice - Nach Missbrauchsvorwürfen: Pfarrer von Saint-Maurice tritt zurück. In: srf.ch. 26. September 2024, abgerufen am 26. September 2024.
15. ↑  Communiqué de presse: Mgr Jean Scarcella a repris sa fonction ce premier dimanche du Carême. 11. März 2025, abgerufen am 12. März 2025.
16. ↑  Abtei Saint-Maurice räumt massive Fehler im Umgang mit Missbrauch ein. In: katholisch.de. 20. Juni 2025, abgerufen am 28. Juni 2025.
17. ↑  Nach Missbrauchsvorwürfen: Abt von Kloster Saint-Maurice tritt zurück. In: katholisch.de. 28. Juni 2025, abgerufen am 28. Juni 2025.
18. ↑  Nach Missbrauchsvorwürfen: Schule von Saint-Maurice verstaatlicht. In: katholisch.de. 13. März 2024, abgerufen am 13. März 2024.
19. ↑  Orgelverzeichnis Schweiz und Liechtenstein: Profil d’orgue Abbaye, grand orgue St-Maurice VS (französisch); hier auch die Dispositionen vor und nach der Erweiterung 2023
20. ↑  Orgelverzeichnis Schweiz und Liechtenstein: Orgelprofil Abbaye, orgue de choeur St-Maurice VS
21. ↑  Quasimodo, sonneur de cloches: Cloches – Saint Maurice (CH-VS) abbaye territoriale de Saint-Maurice d’Agaune
22. ↑  Zum Kirchenschatz: Le trésor de l'Abbaye. Abbaye de Saint-Maurice, abgerufen am 22. September 2014 (französisch).
23. ↑  le tresor de l’abbaye de saint maurice expose au louvre auf rts.ch, abgerufen am 24. August 2017.
24. ↑  Georges Revaz: Nos morts: le docteur Otto Bayard. In: Les Echos de Saint-Maurice. Band 55. Abtei Saint-Maurice, 1957, S. 401–403 (PDF)

Koordinaten: 46° 13′ 10″ N, 7° 0′ 12″ O; CH1903: 566410 / 118760